# Bactrocera quaterna
Bactrocera quaterna
 es una especie de insecto díptero que Wang describió científicamente por primera vez en 1988. Esta especie pertenece al género Bactrocera de la familia Tephritidae.  